# علف شهپر نوتال
علف شهپر نوتال (نام علمی: Isoëtes nuttallii) نام یک گونه از سرده علف شهپر است.